# Puerto Inca
Puerto Inca es una ciudad peruana, capital del distrito homónimo y su vez de la provincia de Puerto Inca ubicada en el extremo oriental del departamento de Huánuco. Su altitud es de 330 m s. n. m.

## Clima
El 7 de enero de 2019, Puerto Inca registró 301,2 milímetros de acumulado de lluvias, el mayor de su historia.
| Parámetros climáticos promedio de Puerto Inca | Parámetros climáticos promedio de Puerto Inca | Parámetros climáticos promedio de Puerto Inca | Parámetros climáticos promedio de Puerto Inca | Parámetros climáticos promedio de Puerto Inca | Parámetros climáticos promedio de Puerto Inca | Parámetros climáticos promedio de Puerto Inca | Parámetros climáticos promedio de Puerto Inca | Parámetros climáticos promedio de Puerto Inca | Parámetros climáticos promedio de Puerto Inca | Parámetros climáticos promedio de Puerto Inca | Parámetros climáticos promedio de Puerto Inca | Parámetros climáticos promedio de Puerto Inca | Parámetros climáticos promedio de Puerto Inca |
| Mes                                           | Ene.                                          | Feb.                                          | Mar.                                          | Abr.                                          | May.                                          | Jun.                                          | Jul.                                          | Ago.                                          | Sep.                                          | Oct.                                          | Nov.                                          | Dic.                                          | Anual                                         |
| --------------------------------------------- | --------------------------------------------- | --------------------------------------------- | --------------------------------------------- | --------------------------------------------- | --------------------------------------------- | --------------------------------------------- | --------------------------------------------- | --------------------------------------------- | --------------------------------------------- | --------------------------------------------- | --------------------------------------------- | --------------------------------------------- | --------------------------------------------- |
| Temp. máx. media (°C)                         | 31.7                                          | 31.4                                          | 31.6                                          | 31.7                                          | 31.7                                          | 31.5                                          | 31.6                                          | 32.5                                          | 33                                            | 32.5                                          | 32.1                                          | 32.1                                          | 32                                            |
| Temp. media (°C)                              | 26.4                                          | 26.3                                          | 26.3                                          | 26.3                                          | 26.1                                          | 25.6                                          | 25.4                                          | 25.9                                          | 26.5                                          | 26.6                                          | 26.5                                          | 26.6                                          | 26.2                                          |
| Temp. mín. media (°C)                         | 21.1                                          | 21.2                                          | 21                                            | 21                                            | 20.5                                          | 19.7                                          | 19.2                                          | 19.3                                          | 20.1                                          | 20.8                                          | 21                                            | 21.1                                          | 20.5                                          |
| Precipitación total (mm)                      | 213                                           | 201                                           | 208                                           | 182                                           | 116                                           | 98                                            | 81                                            | 63                                            | 109                                           | 201                                           | 302                                           | 230                                           | 2004                                          |
| Fuente: climate-data.org                      |                                               |                                               |                                               |                                               |                                               |                                               |                                               |                                               |                                               |                                               |                                               |                                               |                                               |